# Ljusbergets naturreservat
Ljusbergets naturreservat är ett naturreservat i Östersunds kommun i Jämtlands län.
Området är naturskyddat sedan 2019 och är 25 hektar stort. Reservatet ligger nordväst om Kläppe och består av barrnaturskog med enstaka inslag av lövträd.